# USS South Dakota (ACR-9)
O USS South Dakota, também chamado de "Armored Cruiser No. 9", e renomeado USS Huron, foi um foi um cruzador blindado da classe Pennsylvania que serviu na Marinha dos Estados Unidos.